# David D. Keck
David Daniels Keck (* 24. Oktober 1903 in Omaha, Nebraska; † 10. März 1995) war ein amerikanischer Botaniker, der wichtige Arbeit auf dem Gebiet der Taxonomie von Bedecktsamern leistete. Sein offizielles botanisches Autorenkürzel lautet „D.D.Keck“.

## Leben und Wirken
Er besuchte bis 1925 das Pomona College in Kalifornien. 1930 promovierte er in Botanik an der University of California.
Von 1925 bis 1950 arbeitete er am Carnegie Institute of Washington der Stanford University, wo er zusammen mit Jens Clausen und William Hiesey neue Konzepte zu Pflanzenspezies erarbeitete. 1949 erhielten sie dafür gemeinsam den Mary Soper Pope Memorial Award in der Sparte Botanik.
Von 1950 bis 1958 war Keck Chefkurator des New York Botanical Garden. 1959 veröffentlichte er gemeinsam mit Philip A. Munz das Buch A Californian Flora.

## Ehrungen
Nach Keck benannt sind die Pflanzengattungen Keckia Straw und Keckiella Straw aus der Familie der Wegerichgewächse (Plantaginaceae).

## Schriften
- The Hawaiian Silverswords, 1936.[3]
- Mit P.A. Munz: A Californian Flora. 1959.[3]